# Harvington Hall
Harvington Hall é um palácio rural da Inglaterra, localizado no lugar de Harvington, na paróquia de Chaddesley Corbett, a sudeste de Kidderminster, Condado de Worcestershire. Este palácio rural, em Estilo Isabelino, está rodeado por um fosso.
Muitas das salas ainda mantêm muitas das pinturas de parede originais, e as galerias contêm a mais refinada série de esconderijos de padres de todo o condado. Durante o século XIX, o palácio foi despido da sua mobília e apainelamentos, tendo a sua estrutura sido quase abandonada. No entanto, em 1923, foi comprado pela Arquidiocese Católica Romana de Birmingham, a qual o restaurou e o abriu ao público.

## Proprietários
O palácio isabelino foi construido no local onde se erguia, já no século XIV, uma construção com estrutura de madeira. Esta casa primordial, com a forma de um H, foi ocnstruida pela família Harvington, a qual era conhecida na região desde o final do século XIII. A propriedade passou dos Harvington para a família dos Condes de Warwick, que ali se mantiveram durante dois séculos. Em 1529, o edifício foi adquirido por John Packington, o qual possuía trinta solares no Worcestershire e no Herefordshire, deixou como herdeiro o seu sobrinho, igualmente John. Este último, faleceu em 1578 e deixou a propriedade ao seu filho Humphrey. 
O actual palácio, provavelmente, terá sido iniciado por John, mas só existem evidências deste ter sido havitado pelos Pakington a partir de 1582. Aquando da morte de Humphrey Pakington, foi herdado pela sua filha Maria, Lady Yate. Em 1647, foi pilhado pelas tropas dos Cabeças Redondas. Cartas de família escritas em Harvington Hall referem-se a matérias políticas, modas de Londres e tratamentos médicos, assim como a questões de negócios.
Em 1696, o palácio passou para a posse dos Throckmortons, de Coughton Court, no Warwickshire, os quais mantiveram o domínio até 1923.

## Esconderijos de padres
Os esconderijos de padres foram construídos no tempo de Humphrey Pakington, quando os padres Católicos eram perseguidos na Inglaterra sob acusação de alta traição.
Os esconderijos em Harvington constituem a melhor série sobrevivente na Inglaterra, e quatro deles, todos situados em volta da Grande Escadaria, mostram a marca registada do construtor de tais lugares, Nicholas Owen, que esteve em acção a partir de 1588.
Owen foi servo de Frei Henry Garnet, o Jesuita superior em Inglaterra, tendo construído, durante a década de 1590, uma rede de casas por toda a região, na qual os padres que ali entrassem poderiam encontrar disfarces, capelas e esconderijos. Esta rede incluia, entre outras, Baddesley Clinton e a própria Harvington Hall. O centro desta operação para o Worcestershire e as Marcas de Gales foi a casa de um amigo de Humphrey, Thomas Habington, onde o jesuíta Edward Oldcorne chegou em 1590. Foi aí que Garnet, Owen e Oldcorne foram capturados em 1606, logo depois da Conspiração da Pólvora.

## Pinturas de parede
As pinturas de parede foram descobertas debaixo da cal em 1936. As mais importante delas são: o desenho de arabescos na Passagem da Sereia (Mermaid Passage), na escadaria das traseiras; e as figuras das "Nove Personalidades" (Nine Worthies) no segundo andar. A Pequena Capela foi decorada com encarnado e branco para representar o sangue e a água da Paixão, existindo também traços de trabalho medieval.

## Jardim
Humphrey Pakington foi, ele próprio, um entusiasmado jardineiro, tendo o herbário no ângulo Sudeste do fosso sido recentemente restaurado e replantado. O fosso atrai muitas aves aquáticas para a ilha, no lado Oeste da qual se encontra a capela em Estilo Jorgiano, construida pelos Throckmortons em 1743 e agora restaurada com altar, grades e órgão do século XVIII
No lado Oeste do pátio pavimentado, uma abertura na parede de tijolo e arenito conduz ao Jardim Sul. No extremo de um acampo redondo ficam a casa-de-malte isabelina e a capela jorgiana. A meio da parede à direita, uma outra abertura conduz ao Jardim Norte, uma extensão de turfa franjada com árvores e estreitada no extremo Norte da ilha. Existe um trajecto em volta da margem do fosso, começando na ponte Sul fora da casa de fermentação e continuando pela casa-de-malte e capela jorgiana até à lavandaria e à ameixeira no Jardim Norte. No lado Oeste, o fosso amplia-se num pequeno lago com aves aquáticas e boa pesca grossa.
O fosso era, originalmente, o segundo de uma rede de cinco lagos construida no século XIII, seguindo uma moda comum nas florestas de Arden e Feckenham. Separados do próprio fosso, o primeiro (Lago da Forca) e o terceiro (Lago Superior) ainda contêm água. Os quarto e quinto (Lago do Meio e Lago Harvington) são, actualmente, apenas depressões pantanosas juntamente com o riacho que corre para a aldeia e para o rio Stour. Algumas jardas a noroeste do fosso fica a pedreira de arenito usada na construção do palácio. No século XVIII esta era conhecida como Caverna do Cão (Dog Kennel), e os furos dos telheiros mostram que existiram ali algum tipo de abrigos.
A casa-de-malte, a qual é feita de arenito por baixo e de madeira por cima, ainda mantém o seu forno oitocentista, parte do soalho de calcário cinzento e a estrutura de madeira para elevar sacos de cevada. Este edifício não de encontra, de momento, aberto ao público por razões de segurança, mas é intenção da administração restaurá-lo e criar ali uma nova instalação educativa e centro de visitas.